# Leitzkau

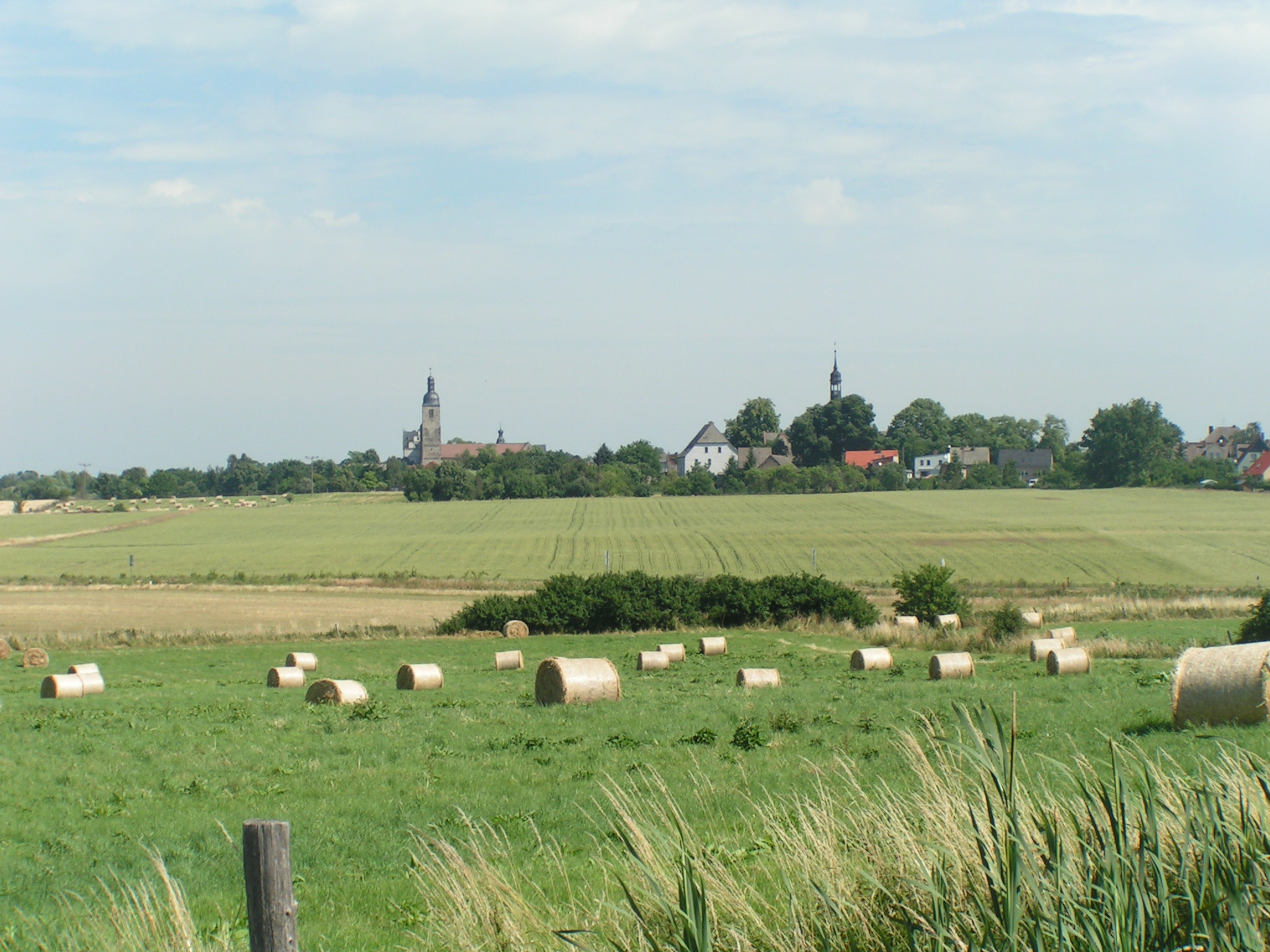
Blick auf die Stiftskirche Sancta Maria in Monte (links) und St. Peter (rechts)

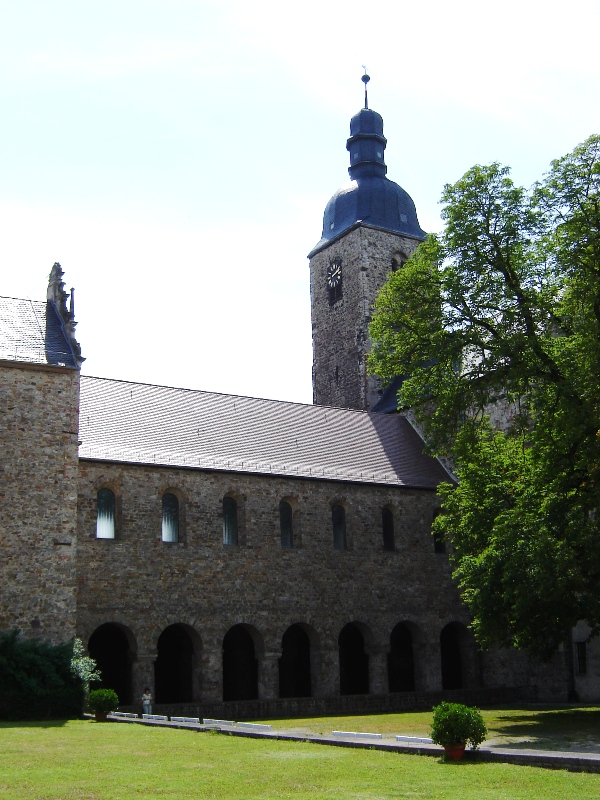
Ehemalige Stiftskirche des Prämonstratenserstifts Leitzkau, dann Schlosskirche

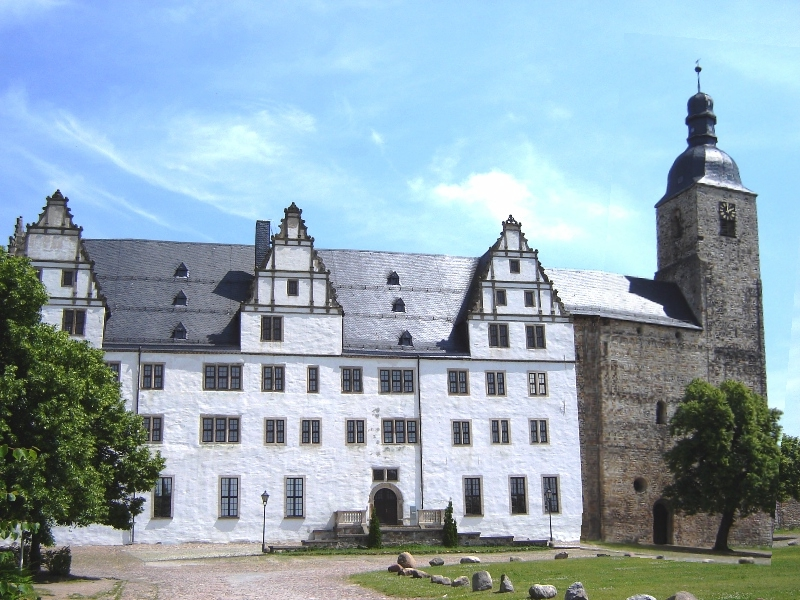
Schloss Leitzkau

Leitzkau ist ein Ortsteil der gleichnamigen Ortschaft der Stadt Gommern im Landkreis Jerichower Land in Sachsen-Anhalt.

## Geographie
Leitzkau liegt etwa 100 Meter über dem Meeresspiegel auf einem südwestlichen Hochplateau des Flämings und ist von landwirtschaftlichen Flächen umgeben. Der Ort liegt zwischen der auf einem größeren Hügel gelegenen Schlossanlage mit der ehemaligen Stiftskirche Sancta Maria in Monte und der auf einem kleineren Hügel gelegenen Dorfkirche St. Peter. Der Ort ist heute wie lange in seiner Geschichte von der Landwirtschaft geprägt. Zwei Landwirtschaftsunternehmen haben dort ihren Sitz.
Naturräumlich gehört der Ort zum Zerbster Land, einer ackergeprägten offenen Kulturlandschaft und 536 km² großen Haupteinheit der übergeordneten Haupteinheitengruppe des Fläming im norddeutschen Tiefland. Das Zerbster Land bildet die Südwestabdachung des Flämings zur Elbe und gehört zum Einzugsgebiet dieses Flusses.
Mit Gommern ist Leitzkau durch die Bundesstraße 184 verbunden. Der nächste Bahnanschluss befindet sich im drei Kilometer entfernt gelegenen Prödel an der Strecke Magdeburg – Dessau.

## Geschichte

### Mittelalter
In Leitzkau befand sich eine slawische Siedlung, die wahrscheinlich zum Gebiet der Morazianen gehörte.
Die erste urkundliche Erwähnung, „Liezka“, erfolgte am 18. August 995 durch den deutschen König Otto III. Ende des 10. Jahrhunderts wurde Leitzkau zum Sammelplatz der deutsch-kaiserlichen Heere für deren Kriegszüge gegen die ostelbischen Slawen und die Polen. So startete Otto III. von hier aus 995 seinen Kampf gegen die slawischen Liutizen und Obotriten, Heinrich II. begann in Leitzkau 1005 seinen Feldzug gegen den Polenherzog Boleslaw Chrobry und 1029 brach an gleicher Stelle Konrad II. zum Kampf gegen Mieszko II. Lambert von Polen auf.
Im Jahre 1114 wurde die steinerne St.-Petri-Kirche an Stelle eines hölzernen Vorgängerbaus errichtet, als älteste bekannte Steinkirche östlich der Elbe. Nach 1138 siedelte sich dort das Prämonstratenserstift Leitzkau an, das 1155 auf den Berg mit der Marienkirche verlegt wurde.
1535 wurde das Stift säkularisiert. 1564 erwarb es die niedersächsische Adelsfamilie von Münchhausen, die es bis 1945 besaß. Sie baute die Konventsgebäude zum Schloss Leitzkau um.
Am 1. Januar 2005 wurde Leitzkau in die Stadt Gommern eingemeindet.
Zur ehemaligen Gemeinde gehörte der Ortsteil Hohenlochau.

### Einwohnerentwicklung
Im Jahre 1965 hatte Leitzkau 1600 Einwohner, 2014 waren es 910.

## Politik

### Bürgermeister
Als Ortschaft der Stadt Gommern übernimmt ein so genannter Ortschaftsrat die Wahrnehmung der speziellen Interessen des Ortes innerhalb bzw. gegenüber den Stadtgremien. Er wird aus neun Mitgliedern gebildet. Als weiteres ortsgebundenes Organ fungiert der Ortsbürgermeister, dieses Amt wird zurzeit von Frank Krehan wahrgenommen.

### Wappen
| | Blasonierung: „Gespalten von Blau und Silber; vorn ein goldener Bischofsstab mit Quaste, hinten ein roter Schüssel, der Bart rechts und oben, das Schließblatt viereckig.“ |
| Wappenbegründung: Die Farben des Ortes sind Gelb (Gold) – Blau. Der Bischofsstab steht als Erinnerung an die Gründung der Prämonstratenser-Chorherrenschaft, dieser Orden führte zwei gekreuzte Bischofsstäbe im Wappen, und der Schlüssel erinnert an die Bischöfe von Brandenburg, die hier zeitweilig ihren Sitz hatten und das Prämonstratenserstift ins Leben riefen. Das Wappen wurde in der Quedlinburger Wappenrolle unter der Nummer QWR II/87010 registriert. Das Wappen wurde von der Heraldischen Gesellschaft „Schwarzer Löwe“ Leipzig gestaltet und am 9. Juni 1994 durch das Regierungspräsidium Dessau genehmigt. | |

### Gemeindepartnerschaft
Seit dem 8. März 1990 unterhält Leitzkau eine Gemeindepartnerschaft mit der Gemeinde Jesteburg im Landkreis Harburg (Niedersachsen).

## Gedenkstätten und Sehenswürdigkeiten
- Schloss Leitzkau
- St.-Petri-Kirche

### Thälmann-Gedenkstätte
Ein Gedenkstein aus dem Jahre 1962 am Schloss erinnert an den KPD-Vorsitzenden Ernst Thälmann, der 1944 im KZ Buchenwald ermordet worden ist.

## Persönlichkeiten
- Hilmar von Münchhausen (1512–1573), Söldnerführer und königlich-spanischer Obrist
- Christoph Friedrich von Münchhausen (1644–1700), kurbrandenburgischer Landrat, Obersteuerdirektor und Rittergutsbesitzer, Bergbauunternehmer und Domherr zu Halberstadt
- Christian Wilhelm von Münchhausen (1683–1742), Domkapitular und Scholaster
- Otto von Münchhausen (1780–1872), preußischer Landrat
- Ludwig Nathaniel August Brennecke (1843–1931), Wasserbau- und Tiefbauingenieur
- Hermann Oesterwitz (1856–1934), Buchhändler und Verleger
- Erich-Günther Sasse (1944–2016), Schriftsteller